# Cast (Finisterre)
 Cast  (en bretón Kast) es una población y comuna francesa, situada en la región de Bretaña, departamento de Finisterre, en el distrito de Châteaulin y cantón de Châteaulin.

## Demografía
| 1748 | 1615 | 1573 | 1578 | 1545 | 1382 |
| Para los censos de 1962 a 1999 la población legal corresponde a la población sin duplicidades (Fuente: INSEE [Consultar]) |      |      |      |      |      |